# تشارلز كامبل
تشارلز كامبل (بالإنجليزية: Charles Campbell)‏ هو لاعب كرة قدم بريطاني (وحمل سابقاً جنسية المملكة المتحدة لبريطانيا العظمى وأيرلندا) في مركز نصف الجناح، ولد في 10 يناير 1854 في المملكة المتحدة، وتوفي في 1 أبريل 1927 في أيرلندا الشمالية في المملكة المتحدة. شارك مع منتخب اسكتلندا لكرة القدم. أما مع النوادي، فقد لعب مع نادي كوينز بارك.

## وصلات خارجية
- تشارلز كامبل على موقع الاتحاد الإسكتلندي (الإنجليزية)
- تشارلز كامبل على موقع قاعدة بيانات كرة القدم.إي يو (الإنجليزية)
- تشارلز كامبل على موقع ناشيونال فوتبول تيمز (الإنجليزية)